# 미쓰비시 미라지
미쓰비시 미라지(Mitsubishi Mirage)는 1978년부터 2003년까지, 그리고 2012년부터 일본 자동차 제조사인 미쓰비시 자동차 가 생산하고 있는 소형차이다. 또한 이 차는 현대 엑센트 RB를 대신해 닷지 애티튜드의 원판이 되고 있는 차량이다.
현재 판매되고 있는 6세대 기준 제원.
| 구분                 | 1.0L 3A90 가솔린      | 1.2L 3A92 가솔린      |
| -------------------- | --------------------- | --------------------- |
| 전장 (mm)            | 3,845                 | 3,845                 |
| 전폭 (mm)            | 1,665                 | 1,665                 |
| 전고 (mm)            | 1,510                 | 1,510                 |
| 축거 (mm)            | 2,450                 | 2,450                 |
| 윤거(전) (mm)        | 1,430                 | 1,430                 |
| 윤거(후) (mm)        | 1,415                 | 1,415                 |
| 승차 정원            | 5명                   | 5명                   |
| 변속기               | 수동 5단 CVT          | 수동 5단 CVT          |
| 서스펜션 (전/후)     | 맥퍼슨 스트럿/토션 빔 | 맥퍼슨 스트럿/토션 빔 |
| 브레이크 (전/후)     | 디스크/드럼           | 디스크/드럼           |
| 구동 형식            | 전륜 구동             | 전륜 구동             |
| 연료                 | 가솔린                | 가솔린                |
| 배기량 (cc)          | 999                   | 1,193                 |
| 최고 출력 (ps/rpm)   | 70/6,000              | 80/6,000              |
| 최대 토크 (kg*m/rpm) | 8.8/5,000             | 10.2/4,000            |

## 역사
1978년 당시 오일 쇼크로 인해 만들어진 차종이며, 랜서와 자사의 경차인 미니카 사이의 포지션이었다. 1978년에서 2003년 사이에 생산된 해치백 모델은 소형차 로 분류되었으며, 랜서 로 두드러지게 판매되는 세단 및 왜건 또한 소형차로 분류되었다 각 생산시기마다 동 시대의 미쓰비시 갤랑의 디자인 요소를 매번 적용하였다(~2003). 한때 현대 소형차 계열(엑셀, 프레스토 등...)의 플랫폼의 기반이 되기도 했다. 후루카와 미사루가 디자인한 1988년에 도입된 리프트백을 추가하여 세단을 보완했으며 1991년의 쿠페까지 추가되었다. 현행 미라지 모델은 준중형 해치백과 세단으로 당시 미쓰비시 콜트를 대체한다.